# Moritz Hartlieb von Wallthor

Moritz Hartlieb von Wallthor als GM 1916

Moritz Freiherr Hartlieb von Wallthor (* 22. April 1852 in Wien; † 24. Dezember 1936 ebenda) war ein k.k. Generalmajor.

## Leben und Familie
Moritz Hartlieb von Wallthor wurde als Sohn des Königlich-Ungarischen Finanzbeamten Moritz Hartlieb von Wallthor (1820–1903) und seiner Frau Ludovika geb. Eckl (1814–1872) geboren. Am 31. März 1886 heiratete er in Görz Giselle von Florio (1859–1927), die Tochter des Lloyd Kapitäns Cajetan Ritter von Florio.
Das Paar hatte fünf Kinder: Den späteren Dichter und Schriftsteller Wladimir Hartlieb von Wallthor (1887–1951), Egon (1888–1896), Olga (später Kitschelt, 1890–1976), Maria und Christine.
Nach dem Tod von Giselle heiratete er Wien Cäcilie Mayrl (1886–1961), Tochter des Gutsverwalters Georg Mayrl.
Cäcilie und Moritz sind in Wien am Friedhof Pötzleinsdorf begraben.

## Militärische Karriere und Auszeichnungen
Moritz Hartlieb von Wallthor befehligte gegen Ende seiner militärischen Karriere das Infanterieregiment Nr. 25 in Kremsier und wurde 1904 zum Oberst befördert. 1906 wurde er in dieser Funktion krankheitshalber mit Vorbehalt pensioniert und 1911 im Ruhestand zum Generalmajor befördert.
Zuletzt wurde Moritz Hartlieb von Wallthor 1914 kriegsbedingt aktiviert, kommandierte die 3. Land-Sturm-Brigade im Wiener Raum und war zugleich Inspizierender des Militärkommandos. 1916 wurde er endgültig in den Ruhestand versetzt und erhielt den Orden der Eisernen Krone 3. Klasse.